# Спишки Хрушов
Спишки Хрушов (слч. Spišský Hrušov) насељено је мјесто са административним статусом сеоске општине (слч. obec) у округу Спишка Нова Вес, у Кошичком крају, Словачка Република.

## Становништво
| Година:    | 1994. | 2004.   | 2014.   | 2024.   |
| ---------- | ----- | ------- | ------- | ------- |
| Број људи: | 1195  | 1269    | 1261    | 1327    |
| Разлика:   |       | +6,19 % | -0,63 % | +5,23 % |

| Година:    | 2023. | 2024.   |
| ---------- | ----- | ------- |
| Број људи: | 1332  | 1327    |
| Разлика:   |       | -0,37 % |

Према подацима о броју становника из 2011. године насеље је имало 1.261 становника.